# Torneo di Vienna 1908
Il torneo di Vienna 1908 è stato un torneo internazionale di scacchi disputato a Vienna nel 1908 per celebrare il 60º anniversario dell'incoronazione di Francesco Giuseppe I d'Austria come Imperatore d'Austria e Re d'Ungheria.
Vi parteciparono venti maestri e si svolse dal 23 marzo al 17 aprile 1908 nei locali del Wiener Schach-Club di Vienna.
Schlechter e Rubinstein vinsero le prime quattro partite, ma Rubinstein perse nel 5º turno contro Marshall e non riuscì a riagganciare la testa della classifica. Invece Maroczy e Duras guadagnarono terreno e terminarono a pari punti con Schlechter.
Georg Marco scrisse il libro del torneo: Internationales Schachturnier Wien 1908, Verlag der Wiener Schachzeitung, Vienna, 1908.

## Classifica e risultati
| Pos.  | Giocatore              | 1 | 2 | 3 | 4 | 5 | 6 | 7 | 8 | 9 | 10 | 11 | 12 | 13 | 14 | 15 | 16 | 17 | 18 | 19 | 20 | Totale |
| ----- | ---------------------- | - | - | - | - | - | - | - | - | - | -- | -- | -- | -- | -- | -- | -- | -- | -- | -- | -- | ------ |
| 1-3   | Géza Maróczy           | * | ½ | 1 | ½ | ½ | ½ | ½ | 1 | ½ | 1  | ½  | 1  | 1  | 1  | 0  | 1  | 1  | 1  | ½  | 1  | 14     |
| 1-3   | Carl Schlechter        | ½ | * | ½ | ½ | ½ | ½ | ½ | 1 | 1 | ½  | 1  | 1  | ½  | 1  | 1  | 1  | ½  | 1  | ½  | 1  | 14     |
| 1-3   | Oldřich Duras          | 0 | ½ | * | 0 | ½ | ½ | 1 | ½ | 1 | ½  | 1  | 1  | 1  | 1  | 1  | 1  | 1  | 1  | 1  | ½  | 14     |
| 4     | Akiba Rubinstein       | ½ | ½ | 1 | * | ½ | 1 | ½ | 1 | 0 | 0  | 0  | 1  | 1  | 1  | ½  | ½  | 1  | 1  | 1  | 1  | 13     |
| 5     | Richard Teichmann      | ½ | ½ | ½ | ½ | * | ½ | ½ | ½ | ½ | 0  | 1  | ½  | ½  | 1  | ½  | 1  | 1  | ½  | 1  | 1  | 12     |
| 6     | Rudolf Spielmann       | ½ | ½ | ½ | 0 | ½ | * | 1 | ½ | ½ | ½  | 1  | 1  | 0  | 0  | ½  | 1  | ½  | 1  | 1  | 1  | 11½    |
| 7-8   | Julius Perlis          | ½ | ½ | 0 | ½ | ½ | 0 | * | 0 | ½ | 1  | 1  | 0  | 1  | ½  | ½  | 1  | 1  | ½  | 1  | 1  | 11     |
| 7-8   | Savielly Tartakower    | 0 | 0 | ½ | 0 | ½ | ½ | 1 | * | ½ | ½  | 1  | 1  | 0  | 1  | 1  | ½  | ½  | ½  | 1  | 1  | 11     |
| 9-11  | Paul Saladin Leonhardt | ½ | 0 | 0 | 1 | ½ | ½ | ½ | ½ | * | 1  | ½  | 0  | ½  | 1  | ½  | ½  | 1  | 1  | 0  | ½  | 10     |
| 9-11  | Jacques Mieses         | 0 | ½ | ½ | 1 | 1 | ½ | 0 | ½ | 0 | *  | 0  | 0  | 1  | 1  | 1  | ½  | ½  | 1  | 0  | 1  | 10     |
| 9-11  | Frank Marshall         | ½ | 0 | 0 | 1 | 0 | 0 | 0 | 0 | ½ | 1  | *  | ½  | 1  | 0  | ½  | 1  | 1  | 1  | 1  | 1  | 10     |
| 12    | Rudolf Swideriski      | 0 | 0 | 0 | 0 | ½ | 0 | 1 | 0 | 1 | 1  | ½  | *  | 1  | 0  | 1  | 0  | ½  | 1  | 1  | 1  | 9½     |
| 13    | Georg Salwe            | 0 | ½ | 0 | 0 | ½ | 1 | 0 | 1 | ½ | 0  | 0  | 0  | *  | ½  | ½  | ½  | ½  | 1  | 1  | 1  | 8½     |
| 14    | Paul Johner            | 0 | 0 | 0 | 0 | 0 | 1 | ½ | 0 | 0 | 0  | 1  | 1  | ½  | *  | 1  | ½  | 0  | 0  | 1  | 1  | 7½     |
| 15    | Johann Berger          | 1 | 0 | 0 | ½ | ½ | ½ | ½ | 0 | ½ | 0  | ½  | 0  | ½  | 0  | *  | 0  | ½  | 0  | 1  | 1  | 7      |
| 16-18 | Hugo Süchting          | 0 | 0 | 0 | ½ | 0 | 0 | 0 | ½ | ½ | ½  | 0  | 1  | ½  | ½  | 1  | *  | ½  | 0  | ½  | ½  | 6½     |
| 16-18 | Curt von Bardeleben    | 0 | ½ | 0 | 0 | 0 | ½ | 0 | ½ | 0 | ½  | 0  | ½  | ½  | 1  | ½  | ½  | *  | 0  | ½  | 1  | 6½     |
| 16-18 | Simon Alapin           | 0 | 0 | 0 | 0 | ½ | 0 | ½ | ½ | 0 | 0  | 0  | 0  | 0  | 1  | 1  | 1  | 1  | *  | 0  | 1  | 6½     |
| 19    | Erich Cohn             | ½ | ½ | 0 | 0 | 0 | 0 | 0 | 0 | 1 | 1  | 0  | 0  | 0  | 0  | 0  | ½  | ½  | 1  | *  | 1  | 6      |
| 20    | Richard Réti           | 0 | 0 | ½ | 0 | 0 | 0 | 0 | 0 | ½ | 0  | 0  | 0  | 0  | 0  | 0  | ½  | 0  | 0  | 0  | *  | 1½     |